# Хорен Оганесян
Хорен Оганесян (на арменски: Խորեն Հովհաննիսյան; на руски: Хорен Оганесян) е съветски и арменски футболист и треньор.

## Кариера
Дебютният му мач за Арарат Ереван е на 19 март 1975 г. в четвъртфиналите на Купа на европейските шампиони 1974/75 срещу Байерн Мюнхен. Мачът завършва с резултат 1:0. Дебютът му в шампионата на СССР се състои месец по-късно, на 16 април в Ереван. В мача Арарат - ФК Днипро, когато Оганесян заменя Сергей Бондаренко в 15-ата минута на мача. Мачът завършва с резултат от 3:0.
През 1975 г. става носител на Купата на СССР. На следващата година става сребърен медалист в шампионата на СССР, а след това – победител в Европейското младежко първенство.
Оганесян започна да играе от 1979 г. в олимпийския отбор на СССР, когато отборът се оглавява от Константин Бесков. През следващата година, като част от олимпийския отбор, става бронзов медалист на Олимпийските игри в Москва.
Като част от националния отбор на СССР участва на Световната купа през 1982 г.
В началото на 1980-те години той е капитан на Арарат. През 1985 г., поради несъгласия с ръководството на Арарат, напуска клуба.
През 1989 г. участва в бенефисен мач на Олег Блохин.
В шампионата на СССР играе 305 мача и вкарва 93 гола.

## Отличия

### Отборни
Арарат Ереван
- Купа на СССР по футбол: 1975

Киликия
- Арменска Премиер Лига: 1992, 1995/96
- Купа на Независимостта: 1996

### Треньор
Киликия
- Арменска Премиер Лига: 1995/96, 1996/97
- Купа на Независимостта: 1996
- Суперкупа на Армения: 1997